# Costituzione di Teramene
La costituzione di Teramene fu l'ordinamento politico in vigore nella polis di Atene per circa otto mesi dal settembre del 411 a.C. (mese della caduta della Boulé dei Quattrocento) all'aprile/maggio del 410 a.C. (mese della restaurazione della democrazia). Questa costituzione viene lodata da Tucidide come il migliore ordinamento avuto da Atene e anche la Costituzione degli Ateniesi afferma che «sembra che gli Ateniesi fossero ben governati».
Un'assemblea riunita sulla Pnice destituì la Boulé dei Quattrocento e istituì un governo guidato dall'assemblea dei Cinquemila, scelti tra coloro che avevano abbastanza denaro da «giovare alla città sia coi cavalli sia cogli scudi», cioè tra gli opliti: l'ideale di Teramene era rappresentato da un governo che, pur non essendo un'oligarchia, escludesse i nullatenenti dalle cariche pubbliche. Si proibì che i magistrati ricevessero un salario per le loro magistrature e si decise di punire i trasgressori. Si decise anche di richiamare Alcibiade e gli altri democratici che si trovavano a Samo.
La Costituzione degli Ateniesi riporta che i responsabili di questo mutamento furono Aristocrate e Teramene, che in seguito «facevano tutto da soli, senza consultare i Cinquemila».